# Veljko Birmančević
Veljko Birmančević, född 5 mars 1998, är en serbisk fotbollsspelare som spelar för Sparta Prag.

## Karriär
Den 3 mars 2021 värvades Birmančević av Malmö FF, där han skrev på ett fyraårskontrakt.
Den 1 september 2022 värvades Birmančević av franska Toulouse. Den 22 juni 2023 lånades han ut till tjeckiska Sparta Prag på ett säsongslån. Den 5 mars 2024 blev Birmančević klar för en permanent övergång till klubben vid slutet av låneavtalet.

## Meriter
Malmö FF
- Svensk mästare: 2021
- Svensk cupvinnare: 2022

 Sparta Prag
- Tjeckisk mästare: 2023/2024
- Tjeckisk cupvinnare: 2023/2024